# Landi-Stuhl

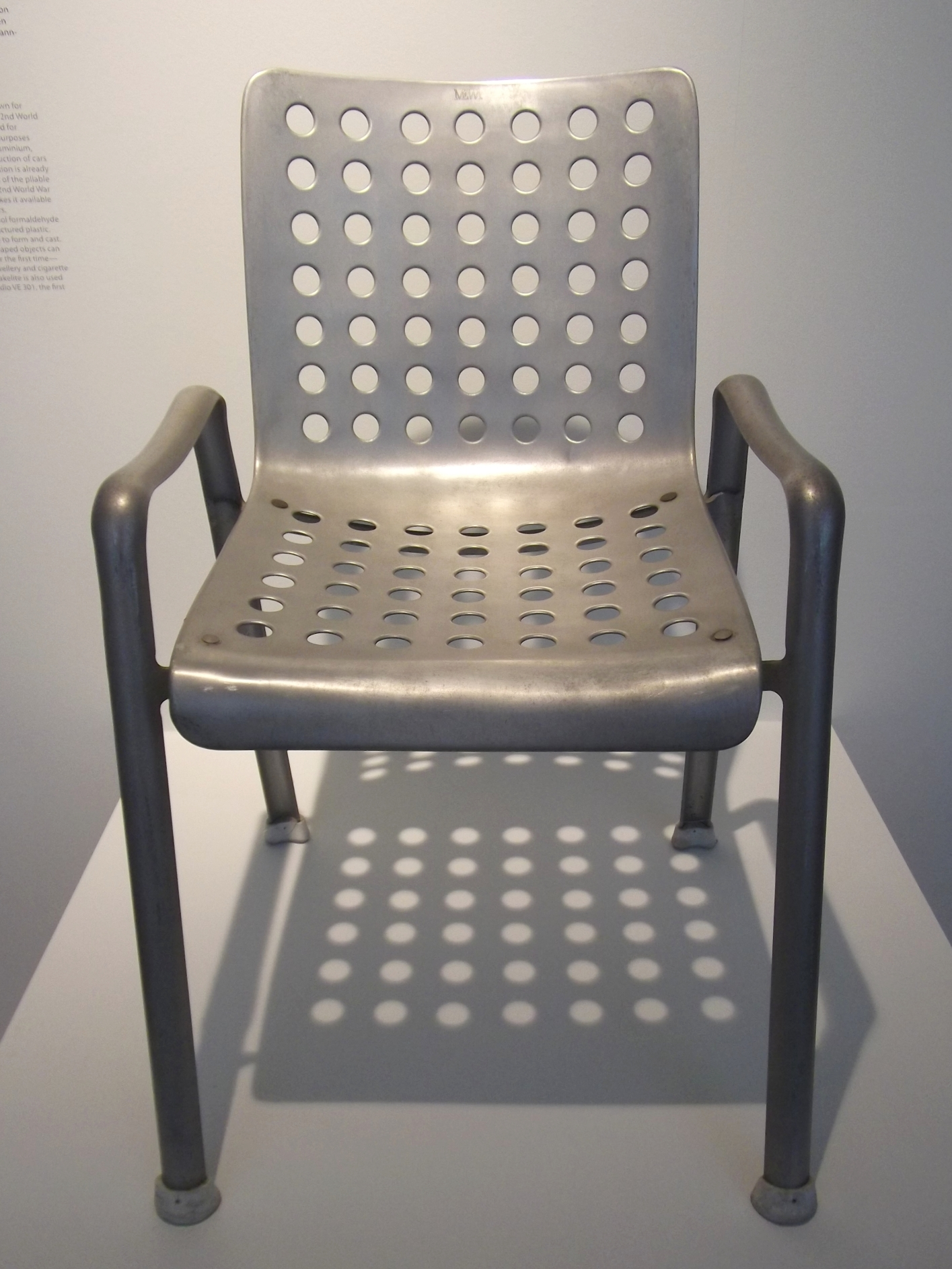
Landi-Stuhl (Original-Design)

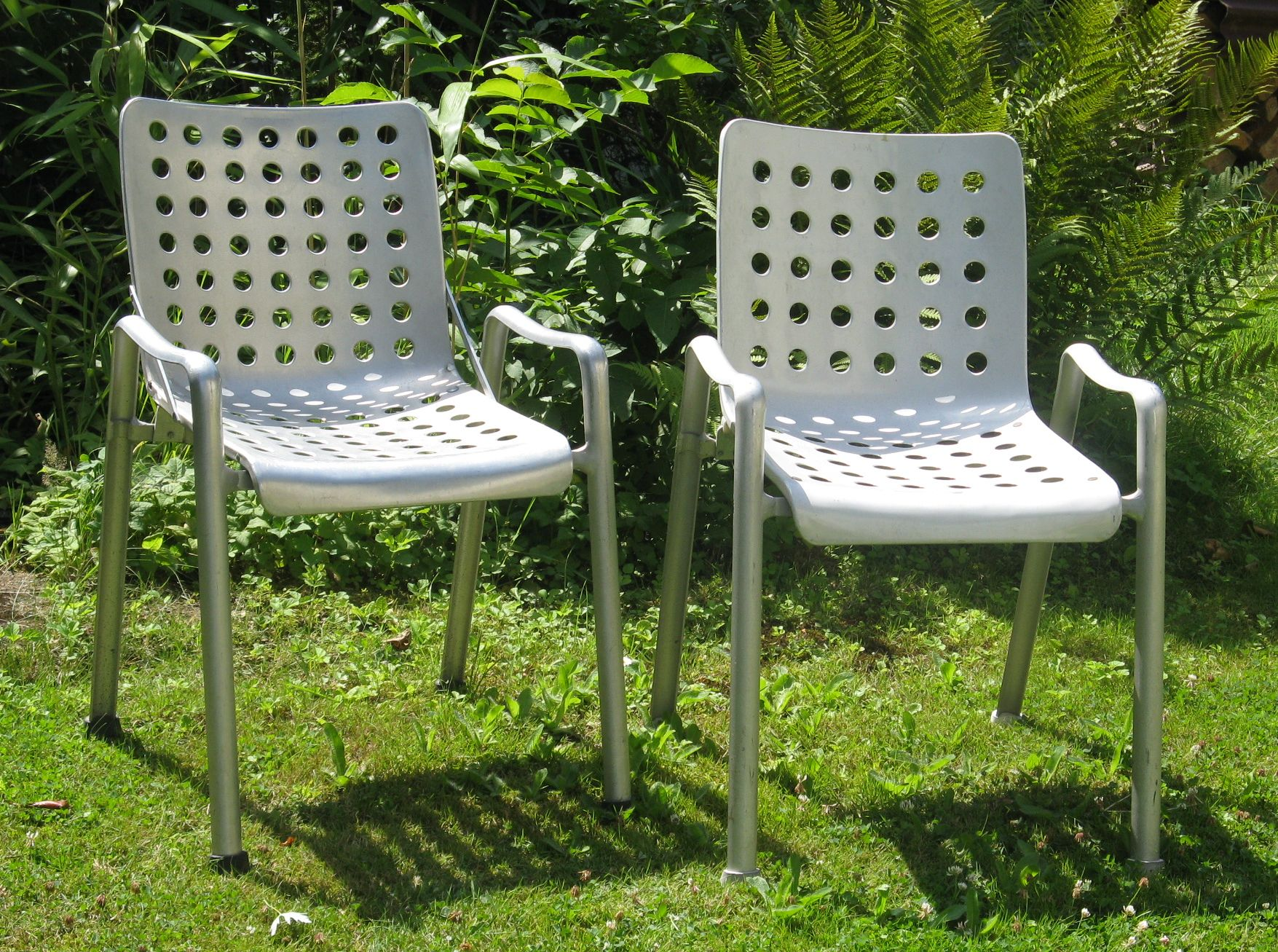
Zwei Landi-Stühle
links: Original-Design (wegen Ermüdungsrissen mit zwei Streben zwischen Sitz und Lehne repariert)
rechts: Design ab 1962

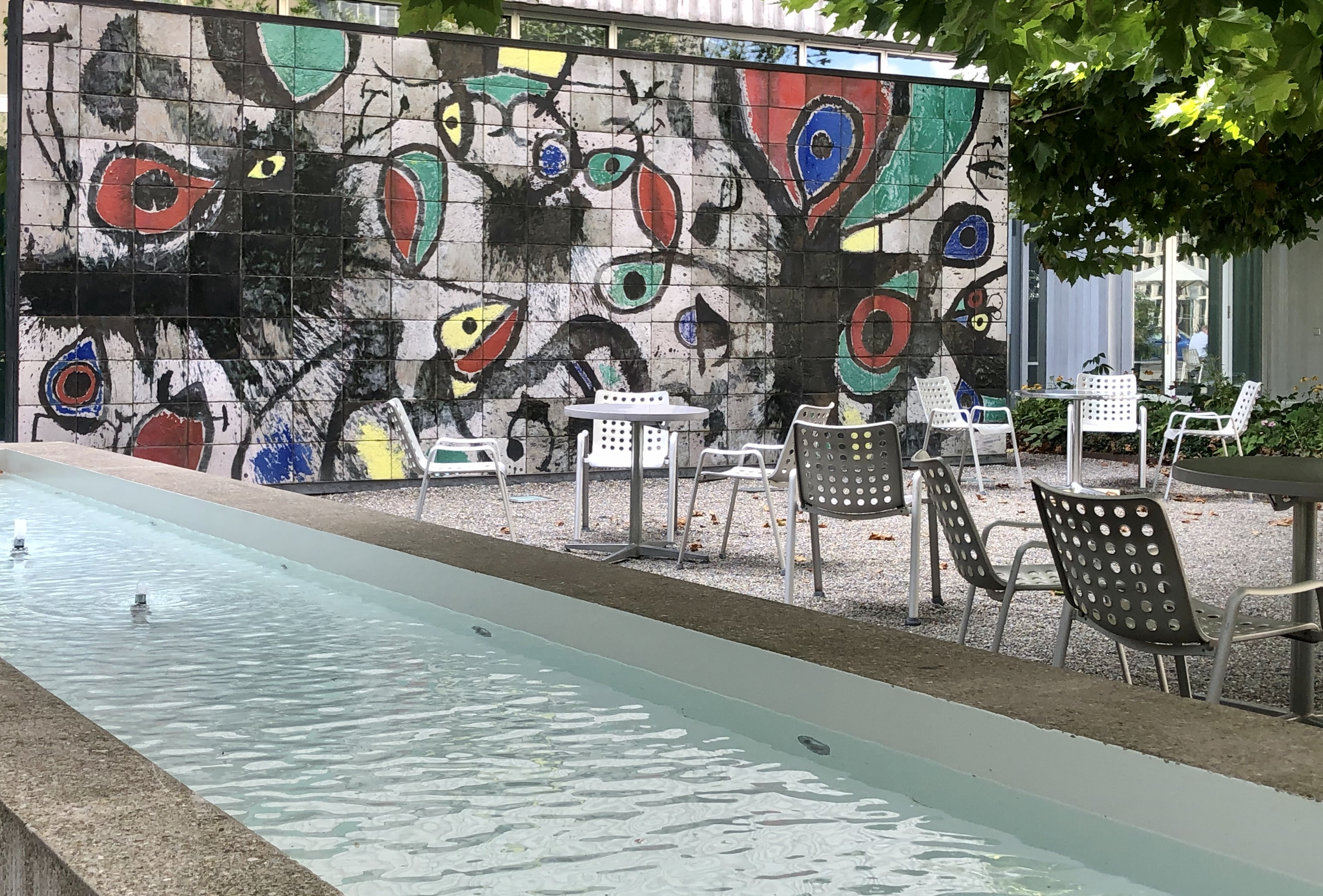
Landi-Stühle im Miró-Garten, dem Atrium zwischen Moserbau und Bührlesaal des Kunsthauses Zürich mit keramischem Wandbild von Joan Miró «Oiseaux qui s’envolent», deutsch: «Vögel, die wegfliegen», Gallifa 1971/72

Der Landi-Stuhl ist ein Stuhl aus gehärtetem Aluminium, der von Hans Coray (1906–1991) für die Schweizerische Landesausstellung («Landi») von 1939 entworfen wurde. Der Schalenstuhl gilt als Schweizer Design-Klassiker und gehört zu den meistverkauften Freilandstühlen des 20. Jahrhunderts.

## Geschichte
Der Entwurf von Hans Coray für ein Stuhlmodell ging 1938 aus einer zufälligen Begegnung mit Hans Fischli (Assistent des Chefarchitekten der Landesausstellung 1939) hervor. Der Stuhl sollte in einer Zahl von 1'500 Stück im Ausstellungsgelände der «Landi» verteilt werden. Die P. & W. Blattmann Metallwarenfabrik Wädenswil (Mewa) wurde beauftragt, die sowohl zeitlich wie auch technisch sehr ambitiöse Entwicklung und Herstellung des Stuhls mit Übernahme von Kosten und Risiken sicherzustellen.
Für den im Zeichen der nationalen Selbstbehauptung der 1930er-Jahre («Geistige Landesverteidigung») stehenden Grossanlass sollte Aluminium als Material verwendet werden, da dieses als typisches Schweizer Metall galt. Im Land hatte sich während der ersten Hälfte des 20. Jahrhunderts eine bedeutende Aluminium-Industrie etabliert, nachdem dank dem damals forcierten Bau von Wasserkraftwerken die für die Aluminiumgewinnung (Schmelzflusselektrolyse) nötige grosse Menge elektrischer Energie verfügbar geworden war. An der «Landi» gab es einen eigenen Pavillon der schweizerischen Aluminium-Industrie.
Nach Abschluss der Landesausstellung konnten die Stühle für fünfzehn Franken pro Stück von den Besuchern erworben werden. Der Landi-Stuhl wurde von der Mewa ab 1948 weiter produziert. Ab 1970 vertrieb ihn die italienische Firma Zanotta unter dem Namen «Spartana» in Italien und Deutschland. 1998 übernahm die Metalight AG die Produktion von der Mewa. Der Konkurs der Metalight AG im Jahr 2001 und Rechtsstreitigkeiten führten zu einem Produktionsende. Zwischen 2007 und 2012 wurde der Stuhl wieder im Original-Design von der Schweizer Westermann AG hergestellt. Seit 2014 produziert das schweizerische Unternehmen Vitra den Landi-Stuhl, nachdem es den Entwurf gemeinsam mit Henriette Coray auf die ursprüngliche Schalenform und Detaillierung zurückgeführt und gleichzeitig an heutige Normen angepasst hat.
Den Landi-Stuhl kennzeichnen Eignung zur Massenproduktion, Wetterfestigkeit und einfacher Gebrauch: er besteht aus einer Aluminiumlegierung, ist bloss drei Kilogramm schwer und lässt sich stapeln. Er erregte bei der Einführung aber nicht nur aufgrund der überzeugenden Form und Funktionalität Aufsehen, sondern auch wegen seiner industriellen Fertigung, in die materialwissenschaftliche Studien der Schweizerischen Bundesbahnen (SBB) einflossen. Wichtige Aspekte des Landi-Stuhls waren besondere Verfahren der Härtung und Oberflächenbehandlung sowie die Anwendung von Stanzen und Pressen in der Herstellung. Die charakteristische Perforation der Sitzschale entstammte dem Flugzeugbau und verlieh dem Stuhl neben einer höheren Steifigkeit sowohl visuelle als auch physische Leichtigkeit. 1962 wurde das Design modifiziert, indem anstelle der originalen sieben Löcher pro Reihe nur noch sechs und statt 13 nur noch 10 Reihen angebracht wurden (was statt 91 Löcher – 13-mal 7 – nur noch 60 – 10-mal 6 bedeutete), um Ermüdungsrissen infolge der relativ hohen Sprödigkeit der damals verwendeten Aluminiumlegierung zu begegnen, die sich zuweilen im Übergang zwischen Sitz- und Lehnbereich bildeten. Dank geringerer Sprödigkeit der seitdem verwendeten Aluminiumlegierung kann der Landi-Stuhl seit 2014 wieder in seiner ursprünglichen Form mit 91 Löchern hergestellt werden, ohne dass Ermüdungsrisse auftreten.
Elastische Kappen an den Füssen kamen erst am Ende der 1950er Jahre hinzu. Auf sie wurde ursprünglich verzichtet, da der Stuhl nur für den Aussenbereich vorgesehen war.
Der Landi-Stuhl gilt als Vorreiter moderner Aluminiumstühle. 1933 hatte die Mutterfirma der Schweizerischen Aluminiumwerke in Paris einen Wettbewerb für einen Aluminiumstuhl ausgeschrieben. (Walter Gropius und Le Corbusier sassen in der Jury, Marcel Breuer gewann den ersten Preis.) Der Landi-Stuhl ist ein typisches Beispiel des Industriedesigns. 1949 wurde er mit der Auszeichnung «Die gute Form» geehrt. Er ist in den bedeutenden Design-Museen vertreten, so im Museum of Modern Art in New York oder im Vitra Design Museum in Weil am Rhein. Die Schweizerische Post hat den Landi-Stuhl 2004 als Motiv der 1-Franken-Briefmarke in ihre Serie zum Thema Schweizer Design aufgenommen (neben dem Druckbleistift «Fixpencil» von Caran d’Ache, der Schweizer Bahnhofsuhr, dem Reissverschluss «RiRi» und dem Sparschäler «Rex»).